# Štiri knjige in Pet klasik
Štiri knjige in Pet klasik (kitajsko 四書五經, pinjin Sìshū Wǔjīng) so najpomembnejše knjige konfucijanstva, napisane na Kitajskem pred letom 300 pr. n. št.

## Štiri knjige
Štiri knjige (四書, Sìshū) so kitajska klasična besedila, ki opisujejo temeljne vrednote in prepričanja v konfucijanstvu. Izbral jih je učenjak Dšu Ši v dinastiji Song, da bi služile kot splošen uvod v konfucijansko misel, v dinastijah Ming in Čing pa so postale jedro uradnega učnega načrta za izpite državnih uslužbencev.

### Veliko učenje
Veliko učenje je bilo izvirno eno od poglavij  Knjige obredov. Sestavljeno je iz kratkega glavnega besedila, pripisanega Konfuciju, in devetih poglavij s komentarji Dzengdzija, enega od Konfucijevih učencev. Njegov pomen poudarja Dzengdzijev predgovor, da je to pot do učenja. 
Knjiga je pomembna, ker vsebuje številne vidike kitajske filozofije in političnega mišljenja, in je zato imela izjemen vpliv tako v klasični kot sodobni kitajski misli.   

### Doktrina sredine
Doktrina sredine je drugo poglavje v Knjigi obredov, pripisano Konfucijevemu vnuku Dzisiju. Namen te knjige s 33 poglavji je prikazati uporabnost zlate poti za pridobitev popolne vrline. Osredotoča se na Pot (道), ki je z nebeškim mandatom predpisana ne le vladarju, temveč vsem ljudem. 

### Govori
Knjiga je zbirka govorov in razprav Konfucija in njegovih učencev. Govori so od Konfucijevega časa močno vplivali na filozofijo in moralne vrednote Kitajske in kasneje tudi drugih vzhodnoazijskih držav. Državni izpiti, ki so jih uvedli v dinastiji Suj in so bili odpravljeni šele z ustanovitvijo Republike Kitajske, so poudarjali konfucijanske študije. Od kandidatov se je  pričakovalo, da bodo v svojih esejih citirali in uporabljali Konfucijeve besede. 

### Mencij
Knjiga je zbirka pogovorov učenjaka Mencija s kralji njegovega časa. V nasprotju s Konfucijevimi izreki, ki so kratki in samostojni, so za Mencija značilni dolgi dialogi z obsežnim besedilom.

## Pet klasik
Pet klasik (五經; Wǔjīng) je pet kitajskih knjig iz obdobja pred dinastijo Čin, se pravi pred obdobjem pomladi in jeseni in obdobjem vojskujočih se držav. Knjige so del tradicionalnega konfucijanskega kanona. Več besedil je bilo vidnih že v obdobju vojskujočih se držav. Mencij, vodilni konfucijanski učenjak tistega časa, je menil, da so Letopisi pomladni in jeseni enako pomembni kot napol legendarne kronike prejšnjih obdobij. Med dinastijo Zahodni Han, ki je sprejela konfucijanstvo kot svojo uradno ideologijo, so ta besedila postala del državno sponzoriranega učnega načrta. V tem obdobju so se besedila prvič začela obravnavati kot celota in so se kot taka imenovala Pet klasik.

### Knjiga pesmi
Knjiga pesmi je zbirka 305 pesmi, razdeljenih na 160 ljudskih pesmi, 105 prazničnih pesmi, ki se pojejo na dvornih ceremonijah, in 40 hvalnic in hvalospevov, ki se pojejo ob žrtvah junakom in duhov prednikov kraljeve hiše.

### Knjiga dokumentov
Knjiga dokumentov  je zbirka dokumentov in govorov, ki naj bi jih napisali vladarji in uradniki zgodnjega Džova in pred njim. Knjiga je verjetno najstarejša kitajska pripoved in morda izvira iz 6. stoletja pr. n. št. V njej so primeri zgodnje kitajske proze.

### Knjiga obredov
V Knjigi obredov so opisani starodavni obredi, družbene oblike in dvorne ceremonije.  Različica, ki se  preučuje danes, je rekonstrukcija različice, ki so jo poustvarili učenjaki v 3. stoletju pr. n. št. in ne izvirno besedilo. Izvirno besedilo naj bi uredil sam Konfucij.

### Knjiga sprememb(I Čing)
Knjiga vsebuje sistem vedeževanja, primerljiv z zahodno geomancijo ali zahodnoafriškim sistemom ifá, ki se v zahodnih kulturah in sodobni vzhodni Aziji še vedno pogosto uporablja v ta namen.

### Letopisi pomladi in jeseni
V starodavni Kitajski je izraz "pomlad in jesen" pogosto pomenil celo leto. Letopisi pomladi in jeseni so uradna kronika države Lu, v kateri je bil rojen Konfucij, od leta 722 pr. n. št. do 481 pr. n. št. Letopise naj bi napisal Konfucij.

### Knjiga glasbe
Knjiga glasbe se pogosto šteje za šesto klasično knjigo, a je na žalost izgubljena. 
Do obdobja Zahodnega Hana so Pet klasik običajno našteli v naslednjem zaporedju: Pesmi-Dokumenti-Obredi-Spremembe-Pomlad in Jesen. Kasneje so privzeli naslednji vrstni red:  Spremembe-Dokumenti-Pesmi-Obredi-Pomlad in Jesen. 
Avtorji in uredniki iz poznejših obdobij so privzeli izraza "knjiga" in "klasika" tudi za zbornike s sicer skromno vsebino, na primer vlačuganje (嫖經, Piaojing) in preprečevanje goljufij (杜騙新書, Dupian Xinshu). Knjiga o slednjem je bila pogovorno znana kot Knjiga goljufij ali Klasika goljufij.

## Avtorstvo
Tradicionalno je veljalo, da je besedila Petih klasik zbral in uredil sam Konfucij. Učenjak Jao Šindžong priznava, da obstajajo dobri razlogi za domnevo, da se je konfucijanska klasika izoblikovale v rokah Konfucija, kar pa "za zgodnje različice ne more biti samoumevno". Od časa dinastije Zahodni Han, nadaljuje Jao, je večina konfucijanskih učenjakov verjela, da je Konfucij ponovno zbral in uredil predhodna dela, s čimer je "popravil" različice starodavnih spisov, ki so postali klasika. Konfucijansko izročilo verjame, da je zbirko Šidžing uredil Konfucij iz zbirke 3000 besedil v tradicionalno obliko 305 besedil. V 20. stoletju so se številni kitajski učenjaki še vedno držali tega izročila. Novejši konfucijanski učenjak Šjong Šili (1885–1968) je na primer menil, da je Konfucij v svoji starosti "popravil" šest knjig. Drugi učenjaki so imeli in imajo drugačna mnenja. Stara šola se je na primer zanašala na različice iz dinastije Han, ki naj bi preživele sežig knjig v dinastiji Čin, vendar so mnogi od njih menili, da teh del ni uredil Konfucij, ampak so bila urejena v dinastiji Džov. 
Iz povsem drugačnih razlogov, predvsem povezanih s sodobno besedilno znanostjo, veliko  učenjakov 20. stoletja tako na Kitajskem kot v drugih državah meni, da Konfucij ni imel nič opraviti z urejanjem klasike, še manj pa z njenim pisanjem. Jao Šindžong poroča, da so tudi drugače misleči učenjaki, ki  zagovarjajo "pragmatično" mnenje, da je zgodovina klasike dolga in da so Konfucij in njegovi privrženci, čeprav niso nameravali ustvariti klasike, "prispevali k njenemu oblikovanju". V vsakem primeru je nesporno, da se je večino zadnjih 2000 let verjelo, da je klasiko bodisi napisal bodisi uredil Konfucij. 
Najpomembnejša dogodka v zgodovini klasičnih besedil sta bila sprejetje konfucijanstva kot državne vere v dinastiji Han, ki je privedlo do njihove ohranitve, in "renesansa" konfucijanstva v dinastiji Song, zaradi katere so postali osnova konfucijanske ortodoksije v cesarskem izpitnem sistemu v naslednjih dinastijah. 
Novokonfucijanski modrec Džu Ši (1130–1200) je popravil besedila Štirih knjig in napisal komentarje, katerih interpretacije so bile sprejete kot interpretacije samega Konfucija.